# Barbara Elisabeth van Houten

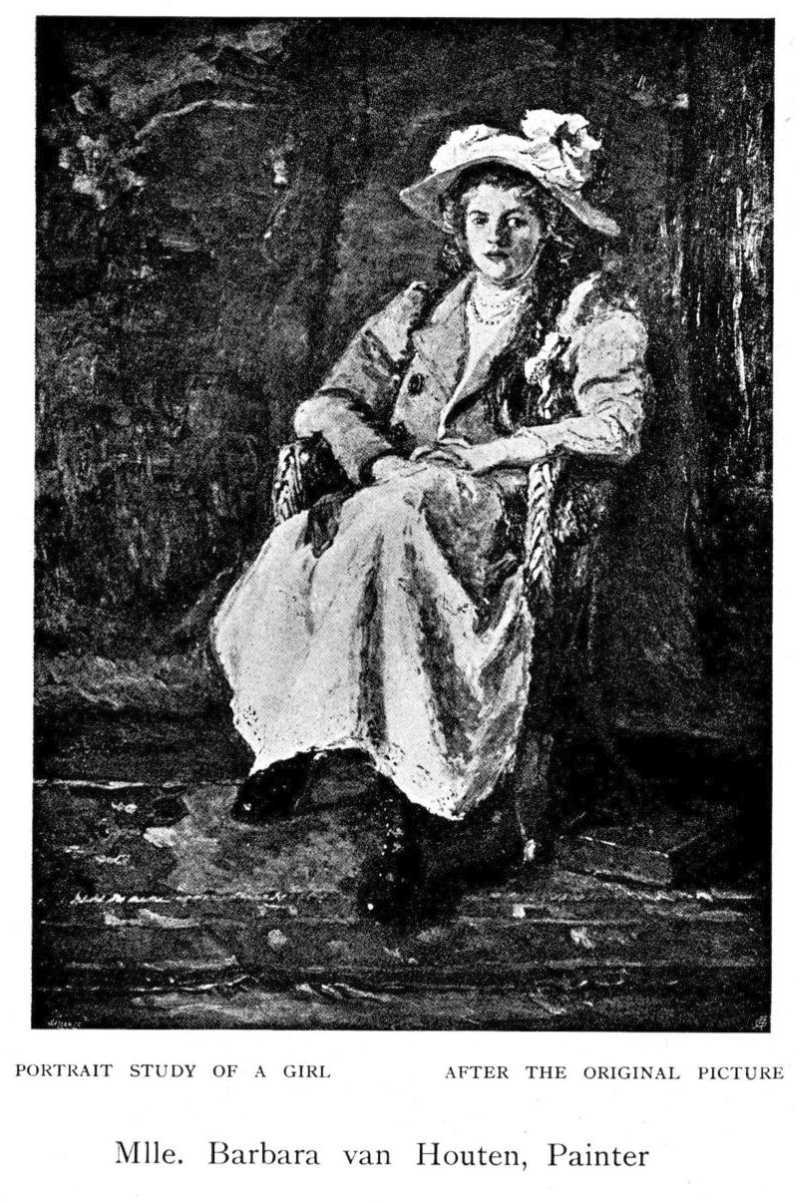
Menina numa Cadeira

Barbara Elisabeth van Houten (8 de abril de 1863 - 27 de maio de 1950) foi uma pintora holandesa.

## Biografia
Houten nasceu em Groningen e estudou na École du Louvre, em Paris, antes de terminar os seus estudos com August Allebé na Rijksacademie voor Beeldende Kunsten em Amsterdão. Ela era sobrinha de Sientje Mesdag-van Houten, que lhe deu conselhos sobre os seus estudos.
Além de pinturas a óleo, ela também é conhecida por gravuras e foi membro do Clube de Etcher Holandês por curta duração (1885-1896). Houten exibiu o seu trabalho no Palácio de Belas Artes na Exposição Colombiana Mundial de 1893 em Chicago, Illinois.
A sua pintura Menina numa Cadeira foi incluída no livro de 1905 Women Painters of the World.